# Leontins
Leontins (en llatí Leontini, en grec antic Λεοντῖνοι) actualment Lentini, era una ciutat de Sicília entre Siracusa i Catana (Catània) a uns 12 km de la costa, prop d'un llac anomenat actualment Lago di Lentini. Leontins és una forma gentilícia més que el nom de la ciutat però el nom el van utilitzar els autors clàssics, excepte Claudi Ptolemeu que l'anomena Leontion (Λεόντιον) o Leontium. Era a la vora del riu Lissos (avui fiume Ruina). Tenia una fortalesa principal anomenada Focea.

## Història
Tots els autors antics coincideixen en dir que era una colònia grega fundada per colons calcídics des de Naxos, dirigits per Teocles. Segons Tucídides, el lloc l'havien ocupat els sículs, però els grecs els van expulsar. Es coneix poc de la seva primera història, però la situació que tenia i la gran fertilitat del seu territori li va fer adquirir una gran prosperitat i es va convertir en una de les principals ciutats de l'est de Sicília. Probablement les tres ciutats calcídiques de l'illa, Leontins, Naxos i Catana portaven una política comuna. Altres ciutats de l'illa eren dòriques i van constants enfrontaments.
El govern estava en mans d'una oligarquia fins que va caure en mà d'un tirà o dèspota anomenat Panatios, que va ser el primer tirà de l'illa l'any 608 aC. després va tornar el govern republicà fins que l'any 498 aC va caure en mans d'Hipòcrates de Gela, diu Heròdot, i tot seguit va passar a Geló I i el seu successor Hieró I de Siracusa entre els anys 495 aC al 466 aC. Hieró va expulsar els ciutadans de Naxos i Catana de les seves ciutats, que va poblar amb nous colons, i els va establir a Leontins, diu Diodor de Sicília.
Després de l'expulsió de Trasibul de Siracusa cap a l'any 465 aC, Leontins va recuperar la independència. La seva proximitat amb Siracusa va ser una font constant de problemes per Leontins. L'any 427 aC va esclatar la guerra amb Siracusa i Leontins, que no podia fer front a un enemic tan poderós, va demanar ajut a Atenes que va enviar una flota de 20 vaixells dirigits per Laques i Careades. Les operacions de la flota atenenca sota Laques i els seus successors Pitòdoros i Eurimedó es van limitar a actuar vora l'estret de Messana (Messina) i la ciutat no va rebre cap suport. La pau general del 424 aC va incloure a Leontins, i li va garantir la independència durant un temps, diu Tucídides.
Algunes lluites internes van propiciar la intervenció de Siracusa i l'enderrocament del partit democràtic assolint el poder l'oligarquia l'any 422 aC. Els demòcrates van haver de marxar a l'exili i els oligarques de la ciutat van adquirir la ciutadania siracusana. Fins i tot molts oligarques van sortir de Leontins per establir-se a Siracusa, però als pocs mesos van retornar i es van aliar als demòcrates per recuperar la independència que s'adonaven s'havia perdut. Els demòcrates van ocupar la fortalesa de Focea i van demanar ajut als atenencs però aquestos no els van proporcionar i van seraltre cop expulsats de la ciutat (422 aC) que va esdevenir una dependència de Siracusa encara que nominalment mantenia la seva independència i una certa importància degut a la seva posició estratègica.
L'any 417 aC els leontins i els habitants de Segesta van demanar ajut a Atenes, que va organitzar l'expedició atenenca a Sicília amb els objectius de restablir la independència d'ambdues ciutats. L'expedició que es va dur a terme entre els anys 415 aC i 413 aC, va fracassar. Va quedar sotmesa a Siracusa fins que el 406 aC els siracusans van permetre als agrigentins, expulsats de la seva ciutat pels cartaginesos, establir-se a Leontins, i el mateix es va concedir als gelencs i als camarins. Aprofitant el moment, els exiliats leontins van retornar també a la seva ciutat i es va proclamar la independència. El 405 aC Dionís el vell, cridat al govern de Siracusa per salvar l'estat, va fer un pacte amb els cartaginesos que expressament garantia la independència de Leontins; poc després, lliure Dionís del perill cartaginès, no va tardar a incomplir el tractat i després de sotmetre Catana i Naxos, va obligar els leontins (que eren els seus aliats) a rendir la ciutat. Va deportar la població a Siracusa l'any 403 aC.
El 396 aC Dionís el vell, per aplacar el descontentament dels seus mercenaris, els va donar la ciutat i territori de Leontins i deu mil homes s'hi van establir. Leontins va ser la primera ciutat a declarar-se contra Dionís el jove i obrir les portes a Dió de Siracusa (cap a l'any 356 aC). El 345 aC, ja amb Dionís el jove retornat al poder però encara amb guerra civil, Hicetes o Icetas va prendre el poder i va declarar la guerra a Timoleó, que havia substituït a Dionís; fins que Timoleó no va aconseguir una gran victòria sobre els cartaginesos que li va deixar les mans lliures, no va poder expulsar a Hicetes, l'any 338 aC i apoderar-se de Leontins a la que va annexionar a Siracusa i els seus habitants altra vegada traslladats a aquesta ciutat.
Abans d'Agàtocles va tornar a ser independent i durant el govern del tirà apareix algunes vegades lluitant contra ell, però sempre sotmesa. L'any 289 aC, a la seva mort, va recuperar la llibertat. El 278 aC quan Pirros va arribar a l'illa estava governada des feia un temps per un tirà anomenat Heraclèides, que es va sotmetre immediatament al rei de l'Epir.
El 275 aC va tornar a dependre de Siracusa.
Al començament de la Primera Guerra Púnica Hieró II de Siracusa va fer un tractat amb Roma que li reconeixia la possessió de diverses ciutats entre elles Leontins (263 aC). Així va seguir fins a la Segona Guerra Púnica. El rei Jerònim de Siracusa va morir assassinat a Leontins, per Dinòmenes l'any 214 aC i a la mateixa ciutat Hipòcrates de Siracusa i Epícides de Siracusa van aixecar la bandera de la resistència i la guerra contra Roma. Marc Claudi Marcel no va tardar a apoderar-se de la ciutat el 214 aC, però la repressió exercida va provocar la revolta contra Roma a la mateixa Siracusa l'any 212 aC que va acabar amb la conquesta de la ciutat pels romans el 211 aC.
Sota els romans, Leontins va tornar a ser un municipi independent, però va entrar en decadència. Ciceró l'esmenta com "misera civitas atque inanis" i Estrabó també diu que s'havia empobrit; ja no va tornar a ser una ciutat important sota l'Imperi i només la fortalesa de la seva posició la mantingué sense despoblar-se del tot, i es va poder recuperar a l'edat mitjana.
A la moderna ciutat no hi ha ruïnes romanes visibles però s'han fet algunes excavacions.
El famós orador Gòrgies de Leontins va néixer a la ciutat, i el 427 aC va encapçalar la delegació de Leontins que va anar a demanar l'ajut a Atenes.